# На месту злочина са Машаном
На месту злочина са Машаном, српска је емисија документарног карактера која се емитује на Првој српској телевизији. Водитељ и аутор емисије је Машан Лекић. Прва епизода је емитована 9. новембра 2016. године.

## Епизоде
| Сезона | Бр. епизода | Почетак емитовања   | Крај емитовања |
| ------ | ----------- | ------------------- | -------------- |
| 1      | 33          | 9. новембар 2016.   | 29. јун 2017.  |
| 2      | 31          | 20. септембар 2017. | 20. јун 2018.  |
| 3      | 35          | 17. септембар 2018. | 17. јун 2019.  |
| 4      | 44          | 16. септембар 2019. | 21. јул 2020.  |
| 5      | 43          | 8. септембар 2020.  | 28. јун 2021.  |
| 6      | 44          | 14. септембар 2021. | 21. јул 2022.  |
| 7      | 42          | 15. септембар 2022. | 29. јун 2023.  |
| 8      | 44          | 28. август 2023.    | 27. јун 2024.  |
| 9      | ?           | 29. август 2024.    | јун 2025.      |